# Нака (Грузия)
Нака (груз. ნაკა) — село в Грузии, на территории Цаленджихского муниципалитета края (мхаре) Самегрело-Верхняя Сванетия.

## География
Село находится в западной части Грузии, на левом берегу реки Магана, на расстоянии приблизительно 13 километров (по прямой) к северу от города Чхороцку, административного центра муниципалитета.

## Население
По результатам официальной переписи населения 2014 года, в Наке проживало 42 человека (22 мужчины и 20 женщин). В национальной структуре населения грузины составляли 100 %.